# Sábado de Sol
"Sábado de Sol" é uma canção originalmente gravada pelo grupo de punk rock Baba Cósmica em 1995, mas que fez sucesso sendo interpretada pelos Mamonas Assassinas.

## Versão doBaba Cósmica
A versão do Baba Cósmica é mais elétrica e acelerada do que a versão dos Mamonas Assassinas, e foi gravada numa fita demo em 1995
Depois do sucesso do CD do Mamonas, eles regravaram a canção no seu primeiro álbum (Gororoba, 1996). Ela foi escolhida para ser o primeiro single promocional do álbum, e por isso a banda gravou um videoclipe para ela, que foi indicado a 2 prêmios no MTV Video Music Brasil 1996.

## Versão dosMamonas Assassinas
Sábado de Sol e Sabão Crá Crá, são as duas únicas canções presentes no primeiro e único álbum de estúdio da banda que não são de autoria dos Mamonas.
Gravá-la foi um modo de fazer um agradecimento ao Rafael Ramos, que apadrinhou a banda e bancou sua contratação na gravadora de seu pai. O produtor Rick Bonadio, chamado pelos Mamonas de Creuzebeck, teve a ideia de transformar o registro em uma vinheta tal como “Sabão Crá-Crá”, durando menos de um minuto e com o acompanhamento solitário do violão. Foram feitas duas versões vocais. Na primeira, os cinco debochavam da pronúncia carioca do Baba Cósmica. Na segunda, atacavam com a pronúncia guarulhense um tanto quanto italianada. Na seleção final foi escolhido o take inicial.

## Prêmios e indicações
| Ano  | Prêmio                 | Versão       | Categoria                       | Resultado | Ref.  |
| ---- | ---------------------- | ------------ | ------------------------------- | --------- | ----- |
| 1996 | MTV Video Music Brasil | Baba Cósmica | Escolha da Audiência            | Indicado  | [ 3 ] |
| 1996 | MTV Video Music Brasil | Baba Cósmica | Videoclipe de Artista Revelação | Indicado  | [ 3 ] |